# Großer Preis von Frankreich
Der Große Preis von Frankreich (französisch Grand Prix de France, bis 1967 auch Grand Prix de l’A.C.F.) ist eine seit 1906 durchgeführte französische Motorsportveranstaltung. Bis 1967 wurden die Rennen um „den“ französischen Grand Prix offiziell immer als Grand Prix de l’Automobile Club de France (kurz: „Grand Prix de l’A.C.F.“) bezeichnet. Auch zuvor waren jedoch schon vereinzelt Rennen unter dem Titel Grand Prix de France gelaufen, die jedoch nicht an die Bedeutung des Grand Prix de l’ACF als ein Grande Épreuve heranreichten.
Der erste Formel-1-Weltmeisterschaftslauf, noch als Grand Prix de l’A.C.F., fand am 1. Juli 1950 auf dem Circuit de Reims-Gueux in Reims im Département Marne im Nordosten Frankreichs statt. 1952 wurde dieser Große Preis des französischen Automobilclubs auf der Strecke Rouen-les-Essarts ausgetragen. Bis 1968 war Rouen fünfmal der Veranstaltungsort dieses Großen Preises und des Großen Preises von Frankreich im unregelmäßigen Wechsel mit dem Circuit de Reims-Gueux. In der Saison 1967 wurde der Formel-1-Grand-Prix zum einzigen Mal in Le Mans veranstaltet.
Von 1969 bis 1973 fanden die Rennen abwechselnd auf dem Circuit de Charade bei Clermont-Ferrand und auf dem Circuit Paul Ricard bei Bandol nahe Toulon im Département Var statt. 1974 bis 1984 wechselten sich der Circuit de Dijon-Prenois bei Dijon im Département Côte-d’Or und der Circuit Paul Ricard ab. Von 1985 bis 1990 wurde ausschließlich auf dem Circuit Paul Ricard gefahren.
Ab 1991 war der Circuit de Nevers Magny-Cours, etwa 15 Kilometer südlich von Nevers im Département Nièvre im Burgund, regelmäßiger Austragungsort. Am 24. Juli 2007 gab Formel-1-Promoter Bernie Ecclestone nach einem Treffen mit dem französischen Premierminister François Fillon bekannt, dass die Strecke auch 2008 und – falls keine Alternative gefunden werde – ebenso 2009 in den Kalender aufgenommen werde. Im Mai 2008 erklärte Ecclestone in einem Interview mit der französischen Sportzeitung L’Équipe, Magny-Cours werde am 22. Juni 2008 das letzte Mal Austragungsort für ein Formel-1-WM-Rennen sein, dies war dann vorerst der letzte Große Preis von Frankreich.
2018 kehrte der Grand Prix in den Kalender zurück. Das Rennen fand auf dem Circuit Paul Ricard in Le Castellet statt, wo zuletzt 1990 ein Großer Preis von Frankreich ausgetragen worden war. Aufgrund der COVID-19-Pandemie gaben die Veranstalter im April 2020 bekannt, dass das Rennen 2020 abgesagt wird. Im August 2022 wurde bekannt, dass der auslaufende Vertrag nicht verlängert werde. Damit entfällt der Grand Prix ab 2023.

Circuit de la Sarthe
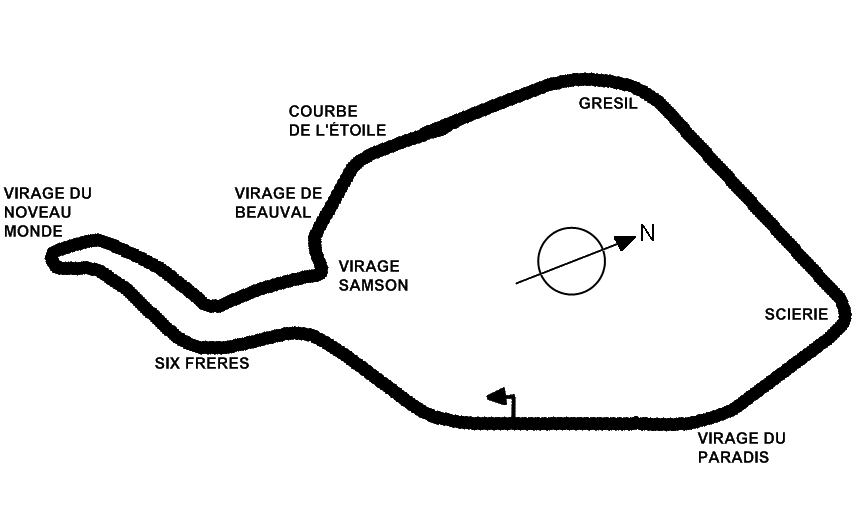
Rouen-les-Essarts
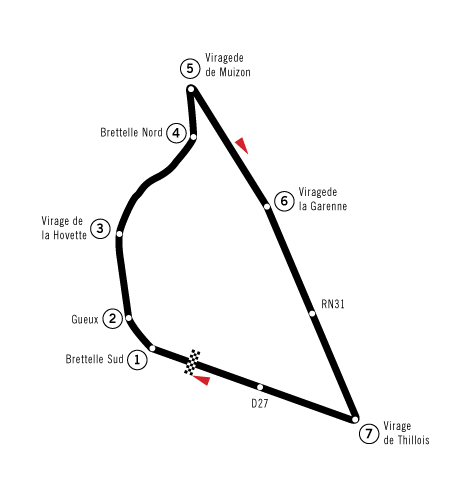
Circuit de Reims-Gueux
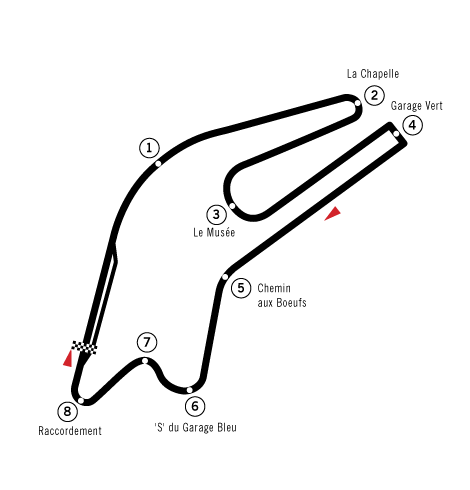
Circuit Bugatti in Le Mans
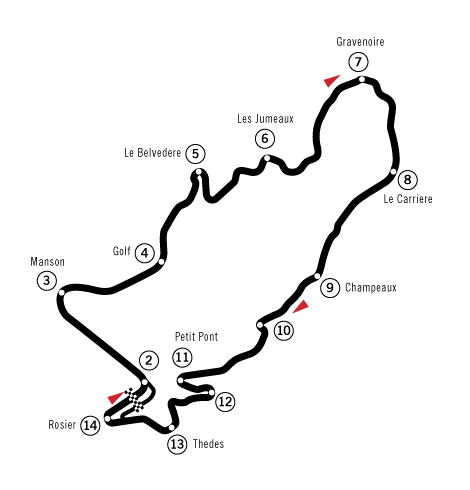
Circuit de Charade
Circuit de Dijon-Prenois
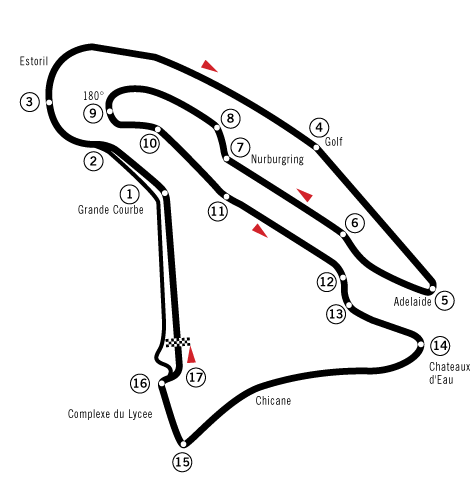
Circuit Magny-Cours
Circuit Paul Ricard

## Ergebnisse
| Veranstaltungen mit dem offiziellen Titel „Grand Prix de l’A.C.F.“ | Veranstaltungen mit dem offiziellen Titel „Grand Prix de l’A.C.F.“ | Veranstaltungen mit dem offiziellen Titel „Grand Prix de l’A.C.F.“ | Veranstaltungen mit dem offiziellen Titel „Grand Prix de l’A.C.F.“ | Veranstaltungen mit dem offiziellen Titel „Grand Prix de l’A.C.F.“ | Veranstaltungen mit dem offiziellen Titel „Grand Prix de l’A.C.F.“ | Veranstaltungen mit dem offiziellen Titel „Grand Prix de l’A.C.F.“ | Veranstaltungen mit dem offiziellen Titel „Grand Prix de l’A.C.F.“ | Veranstaltungen mit dem offiziellen Titel „Grand Prix de l’A.C.F.“       |
| Auflage                                                            | Jahr                                                               | Strecke                                                            | Klasse                                                             | Sieger                                                             | Zweiter                                                            | Dritter                                                            | Pole-Position                                                      | Schnellste Runde                                                         |
| ------------------------------------------------------------------ | ------------------------------------------------------------------ | ------------------------------------------------------------------ | ------------------------------------------------------------------ | ------------------------------------------------------------------ | ------------------------------------------------------------------ | ------------------------------------------------------------------ | ------------------------------------------------------------------ | ------------------------------------------------------------------------ |
| (1)                                                                | 1895                                                               | Paris–Bordeaux–Paris                                               | GP                                                                 | Paul Koechlin (Peugeot)                                            | Auguste Doriot (Peugeot)                                           | Hans Thum (Roger-Benz)                                             | Intervallstart                                                     | Distanzrennen                                                            |
| (2)                                                                | 1896                                                               | Paris–Marseille–Paris                                              | GP                                                                 | Émile Mayade (Panhard & Levassor)                                  | Merkel (Panhard & Levassor)                                        | Paul Viet (De Dion-Bouton)                                         | Intervallstart                                                     | Distanzrennen                                                            |
|                                                                    | 1897                                                               | kein Großer Preis von Frankreich                                   | kein Großer Preis von Frankreich                                   | kein Großer Preis von Frankreich                                   | kein Großer Preis von Frankreich                                   | kein Großer Preis von Frankreich                                   | kein Großer Preis von Frankreich                                   | kein Großer Preis von Frankreich                                         |
| (3)                                                                | 1898                                                               | Paris–Amsterdam–Paris                                              | GP                                                                 | Fernand Charron (Panhard & Levassor)                               | Léonce Girardot (Panhard & Levassor)                               | Etienne Giraud (Amédée Bollée)                                     | Intervallstart                                                     | Distanzrennen                                                            |
| (4)                                                                | 1899                                                               | Tour de France Automobile                                          | GP                                                                 | René de Knyff (Panhard & Levassor)                                 | Léonce Girardot (Panhard & Levassor)                               | Gaston de Chasseloup-Laubat (Panhard & Levassor)                   | Intervallstart                                                     | Distanzrennen                                                            |
| (5)                                                                | 1900                                                               | Paris–Toulouse–Paris                                               | GP                                                                 | „Levegh“ (Mors)                                                    | Arthur Pinson (Panhard & Levassor)                                 | Carl Voigt (Panhard & Levassor)                                    | Intervallstart                                                     | Distanzrennen                                                            |
| (6)                                                                | 1901                                                               | Paris–Berlin                                                       | GP                                                                 | Henri Fournier (Mors)                                              | Léonce Girardot (Panhard & Levassor)                               | René de Knyff (Panhard & Levassor)                                 | Intervallstart                                                     | Distanzrennen                                                            |
| (7)                                                                | 1902                                                               | Paris–Wien                                                         | GP                                                                 | Marcel Renault (Renault)                                           | Henri Farman (Panhard & Levassor)                                  | „Edmond“ (Darracq)                                                 | Intervallstart                                                     | Distanzrennen                                                            |
| (8)                                                                | 1903                                                               | Paris–Madrid                                                       | GP                                                                 | Fernand Gabriel (Mors)                                             | Louis Renault (Renault)                                            | Jacques Salleron (Mors)                                            | Intervallstart                                                     | Distanzrennen                                                            |
|                                                                    | 1904 bis 1905                                                      | kein Großer Preis von Frankreich                                   | kein Großer Preis von Frankreich                                   | kein Großer Preis von Frankreich                                   | kein Großer Preis von Frankreich                                   | kein Großer Preis von Frankreich                                   | kein Großer Preis von Frankreich                                   | kein Großer Preis von Frankreich                                         |
| (9)                                                                | 1906                                                               | Le Mans                                                            | GP                                                                 | Ferenc Szisz (Renault)                                             | Felice Nazzaro (Fiat)                                              | Albert Clément (Clément-Bayard)                                    | gesetzt                                                            | Paul Baras (Brasier)                                                     |
| (10)                                                               | 1907                                                               | Dieppe                                                             | GP                                                                 | Felice Nazzaro (Fiat)                                              | Ferenc Szisz (Renault)                                             | Paul Baras (Brasier)                                               | Vincenzo Lancia (Fiat)                                             | Arthur Duray (Lorraine-Dietrich)                                         |
| (11)                                                               | 1908                                                               | Dieppe                                                             | GP                                                                 | Christian Friedrich Lautenschlager (Mercedes)                      | Victor Hémery (Benz)                                               | René Hanriot (Benz)                                                | gesetzt                                                            | Otto Salzer (Mercedes)                                                   |
|                                                                    | 1909 bis 1911                                                      | kein Großer Preis von Frankreich                                   | kein Großer Preis von Frankreich                                   | kein Großer Preis von Frankreich                                   | kein Großer Preis von Frankreich                                   | kein Großer Preis von Frankreich                                   | kein Großer Preis von Frankreich                                   | kein Großer Preis von Frankreich                                         |
| (12)                                                               | 1912                                                               | Dieppe                                                             | GP                                                                 | Georges Boillot (Peugeot)                                          | Louis Wagner (Fiat)                                                | Victor Rigal (Sunbeam)                                             | gesetzt                                                            | David Bruce-Brown (Fiat)                                                 |
| (13)                                                               | 1913                                                               | Amiens                                                             | GP                                                                 | Georges Boillot (Peugeot)                                          | Jules Goux (Peugeot)                                               | Jean Chassagne (Sunbeam)                                           | gesetzt                                                            | Paul Bablot (Delage)                                                     |
| (14)                                                               | 1914                                                               | Lyon                                                               | GP                                                                 | Christian Friedrich Lautenschlager (Mercedes)                      | Louis Wagner (Mercedes)                                            | Otto Salzer (Mercedes)                                             | gesetzt                                                            | Max Sailer (Mercedes)                                                    |
|                                                                    | 1915 bis 1920                                                      | kein Großer Preis von Frankreich                                   | kein Großer Preis von Frankreich                                   | kein Großer Preis von Frankreich                                   | kein Großer Preis von Frankreich                                   | kein Großer Preis von Frankreich                                   | kein Großer Preis von Frankreich                                   | kein Großer Preis von Frankreich                                         |
| (15)                                                               | 1921                                                               | Le Mans                                                            | GP                                                                 | Jimmy Murphy (Duesenberg)                                          | Ralph DePalma (Ballot)                                             | Jules Goux (Ballot)                                                | Ralph DePalma (Ballot)                                             | Jimmy Murphy (Duesenberg)                                                |
| (16)                                                               | 1922                                                               | Straßburg                                                          | GP                                                                 | Felice Nazzaro (Fiat)                                              | Pierre de Vizcaya (Bugatti)                                        | Pierre Marco (Bugatti)                                             | Felice Nazzaro (Fiat)                                              | Pietro Bordino (Fiat)                                                    |
| (17)                                                               | 1923                                                               | Tours                                                              | GP                                                                 | Henry Segrave (Sunbeam)                                            | Albert Divo (Sunbeam)                                              | Ernest Friederich (Bugatti)                                        | René Thomas (Delage)                                               | Pietro Bordino (Fiat)                                                    |
| (18)                                                               | 1924                                                               | Lyon                                                               | GP                                                                 | Giuseppe Campari (Alfa Romeo)                                      | Albert Divo (Delage)                                               | Robert Benoist (Delage)                                            | gesetzt                                                            | Henry Segrave (Sunbeam)                                                  |
| (19)                                                               | 1925                                                               | Linas-Montlhéry                                                    | GP                                                                 | Robert Benoist, Albert Divo (Delage)                               | Louis Wagner, Paul Torchy (Delage)                                 | Giulio Masetti (Sunbeam)                                           | Henry Segrave (Sunbeam)                                            | Albert Divo (Delage)                                                     |
| (20)                                                               | 1926                                                               | Miramas                                                            | GP                                                                 | Jules Goux (Bugatti)                                               | Bartolomeo Costantini (Bugatti)                                    | —                                                                  | Jules Goux (Bugatti)                                               | Jules Goux (Bugatti)                                                     |
| (21)                                                               | 1927                                                               | Linas-Montlhéry                                                    | GP                                                                 | Robert Benoist (Delage)                                            | Edmond Bourlier (Delage)                                           | André Morel (Delage)                                               | George Eyston (Halford)                                            | Robert Benoist (Delage)                                                  |
| (22)                                                               | 1928                                                               | Saint-Gaudens                                                      | SW                                                                 | W. Williams (Bugatti)                                              | André Rousseau (Salmson)                                           | Édouard Brisson (Stutz)                                            | unbekannt                                                          | W. Williams (Bugatti)                                                    |
| (23)                                                               | 1929                                                               | Le Mans                                                            | GP                                                                 | W. Williams (Bugatti)                                              | André Boillot (Peugeot)                                            | Caberto Conelli (Bugatti)                                          | Raoul de Rovin (Bugatti)                                           | W. Williams (Bugatti)                                                    |
| (24)                                                               | 1930                                                               | Pau                                                                | FL                                                                 | Philippe Étancelin (Bugatti)                                       | Tim Birkin (Bentley)                                               | Juan Zanelli (Bugatti)                                             | Louis Casali (Bignan)                                              | W. Williams (Bugatti)                                                    |
| (25)                                                               | 1931                                                               | Linas-Montlhéry                                                    | GP                                                                 | Louis Chiron, Achille Varzi (Bugatti)                              | Giuseppe Campari, Baconin Borzacchini (Alfa Romeo)                 | Clemente Biondetti, Luigi Parenti (Maserati)                       | William Scott, Sydenham Armstrong-Payn (Delage)                    | Luigi Fagioli (Maserati)                                                 |
| (26)                                                               | 1932                                                               | Reims-Gueux                                                        | GP                                                                 | Tazio Nuvolari (Alfa Romeo)                                        | Baconin Borzacchini (Alfa Romeo)                                   | Rudolf Caracciola (Alfa Romeo)                                     | Jean Gaupillat (Bugatti)                                           | Tazio Nuvolari (Alfa Romeo)                                              |
| (27)                                                               | 1933                                                               | Linas-Montlhéry                                                    | GP                                                                 | Giuseppe Campari (Maserati)                                        | Philippe Étancelin (Alfa Romeo)                                    | George Eyston (Alfa Romeo)                                         | Earl Howe (Bugatti)                                                | Giuseppe Campari (Maserati)                                              |
| (28)                                                               | 1934                                                               | Linas-Montlhéry                                                    | GP                                                                 | Louis Chiron (Alfa Romeo)                                          | Achille Varzi (Alfa Romeo)                                         | Carlo Felice Trossi (Alfa Romeo)                                   | Hans Stuck (Auto Union)                                            | Louis Chiron (Alfa Romeo)                                                |
| (29)                                                               | 1935                                                               | Linas-Montlhéry                                                    | GP                                                                 | Rudolf Caracciola (Mercedes-Benz)                                  | Manfred von Brauchitsch (Mercedes-Benz)                            | Goffredo Zehender (Maserati)                                       | Achille Varzi (Auto Union)                                         | Tazio Nuvolari (Alfa Romeo)                                              |
| (30)                                                               | 1936                                                               | Linas-Montlhéry                                                    | SW                                                                 | Jean-Pierre Wimille, Raymond Sommer (Bugatti)                      | Marcel Mongin, „Michel Paris“ (Delahaye)                           | Goffredo Zehender, Robert Brunet (Delahaye)                        | unbekannt                                                          | René Dreyfus (Talbot-Lago)                                               |
| (31)                                                               | 1937                                                               | Linas-Montlhéry                                                    | SW                                                                 | Louis Chiron (Talbot)                                              | Gianfranco Comotti (Talbot)                                        | Albert Divo (Talbot)                                               | Raymond Sommer (Talbot)                                            | Louis Chiron (Talbot)                                                    |
| (32)                                                               | 1938                                                               | Reims-Gueux                                                        | GP                                                                 | Manfred von Brauchitsch (Mercedes-Benz)                            | Rudolf Caracciola (Mercedes-Benz)                                  | Hermann Lang (Mercedes-Benz)                                       | Hermann Lang (Mercedes-Benz)                                       | Hermann Lang (Mercedes-Benz)                                             |
| (33)                                                               | 1939                                                               | Reims-Gueux                                                        | GP                                                                 | Hermann Paul Müller (Auto Union)                                   | Georg Meier (Auto Union)                                           | René Le Bègue (Talbot)                                             | Hermann Lang (Mercedes-Benz)                                       | Hermann Lang (Mercedes-Benz)                                             |
|                                                                    | 1940 bis 1946                                                      | kein Großer Preis von Frankreich                                   | kein Großer Preis von Frankreich                                   | kein Großer Preis von Frankreich                                   | kein Großer Preis von Frankreich                                   | kein Großer Preis von Frankreich                                   | kein Großer Preis von Frankreich                                   | kein Großer Preis von Frankreich                                         |
| (34)                                                               | 1947                                                               | Lyon-Parilly                                                       | GP                                                                 | Louis Chiron (Talbot-Lago)                                         | Henri Louveau (Maserati)                                           | Eugène Chaboud (Talbot-Lago)                                       | Henri Louveau (Maserati)                                           | Alberto Ascari (Maserati), Luigi Villoresi (Maserati), „Raph“ (Maserati) |
| (35)                                                               | 1948                                                               | Reims-Gueux                                                        | F1                                                                 | Jean-Pierre Wimille (Alfa Romeo)                                   | Consalvo Sanesi (Alfa Romeo)                                       | Alberto Ascari (Alfa Romeo)                                        | Jean-Pierre Wimille (Alfa Romeo)                                   | Jean-Pierre Wimille (Alfa Romeo)                                         |
| (36)                                                               | 1949                                                               | Saint-Gaudens                                                      | SW                                                                 | Charles Pozzi (Delahaye)                                           | John Heath (Alta)                                                  | José Scaron (Simca-Gordini)                                        | Raymond Sommer (Talbot)                                            | Louis Chiron (Talbot-Lago)                                               |
| 37                                                                 | 1950                                                               | Reims-Gueux                                                        | F1                                                                 | Juan Manuel Fangio (Alfa Romeo)                                    | Luigi Fagioli (Alfa Romeo)                                         | Peter Whitehead (Ferrari)                                          | Juan Manuel Fangio (Alfa Romeo)                                    | Juan Manuel Fangio (Alfa Romeo)                                          |
| 38                                                                 | 1951                                                               | Reims-Gueux                                                        | F1                                                                 | Juan Manuel Fangio, Luigi Fagioli (Alfa Romeo)                     | José Froilán González, Alberto Ascari (Ferrari)                    | Luigi Villoresi (Ferrari)                                          | Juan Manuel Fangio (Alfa Romeo)                                    | Juan Manuel Fangio (Alfa Romeo)                                          |
|                                                                    |                                                                    |                                                                    |                                                                    |                                                                    |                                                                    |                                                                    |                                                                    |                                                                          |
| 39                                                                 | 1952                                                               | Rouen-les-Essarts                                                  | F2                                                                 | Alberto Ascari (Ferrari)                                           | Giuseppe Farina (Ferrari)                                          | Piero Taruffi (Ferrari)                                            | Alberto Ascari (Ferrari)                                           | Alberto Ascari (Ferrari)                                                 |
|                                                                    |                                                                    |                                                                    |                                                                    |                                                                    |                                                                    |                                                                    |                                                                    |                                                                          |
| 40                                                                 | 1953                                                               | Reims-Gueux                                                        | F2                                                                 | Mike Hawthorn (Ferrari)                                            | Juan Manuel Fangio (Maserati)                                      | José Froilán González (Maserati)                                   | Alberto Ascari (Ferrari)                                           | Alberto Ascari (Ferrari) , Juan Manuel Fangio (Maserati)                 |
| 41                                                                 | 1954                                                               | Reims-Gueux                                                        | F1                                                                 | Juan Manuel Fangio (Mercedes-Benz)                                 | Karl Kling (Rennfahrer) (Mercedes-Benz)                            | Robert Manzon (Ferrari)                                            | Juan Manuel Fangio (Mercedes-Benz)                                 | Hans Herrmann (Mercedes-Benz)                                            |
|                                                                    | 1955                                                               | kein Großer Preis von Frankreich                                   | kein Großer Preis von Frankreich                                   | kein Großer Preis von Frankreich                                   | kein Großer Preis von Frankreich                                   | kein Großer Preis von Frankreich                                   | kein Großer Preis von Frankreich                                   | kein Großer Preis von Frankreich                                         |
| 42                                                                 | 1956                                                               | Reims-Gueux                                                        | F1                                                                 | Peter Collins (Ferrari)                                            | Eugenio Castellotti (Ferrari)                                      | Jean Behra (Maserati)                                              | Juan Manuel Fangio (Ferrari)                                       | Juan Manuel Fangio (Ferrari)                                             |
|                                                                    |                                                                    |                                                                    |                                                                    |                                                                    |                                                                    |                                                                    |                                                                    |                                                                          |
| 43                                                                 | 1957                                                               | Rouen-les-Essarts                                                  | F1                                                                 | Juan Manuel Fangio (Maserati)                                      | Luigi Musso (Ferrari)                                              | Peter Collins (Ferrari)                                            | Juan Manuel Fangio (Maserati)                                      | Luigi Musso (Ferrari)                                                    |
|                                                                    |                                                                    |                                                                    |                                                                    |                                                                    |                                                                    |                                                                    |                                                                    |                                                                          |
| 44                                                                 | 1958                                                               | Reims-Gueux                                                        | F1                                                                 | Mike Hawthorn (Ferrari)                                            | Stirling Moss (Vanwall)                                            | W. von Trips (Ferrari)                                             | Mike Hawthorn (Ferrari)                                            | Mike Hawthorn (Ferrari)                                                  |
| 45                                                                 | 1959                                                               | Reims-Gueux                                                        | F1                                                                 | Tony Brooks (Ferrari)                                              | Phil Hill (Ferrari)                                                | Jack Brabham (Cooper-Climax)                                       | Tony Brooks (Ferrari)                                              | Stirling Moss (B.R.M.)                                                   |
| 46                                                                 | 1960                                                               | Reims-Gueux                                                        | F1                                                                 | Jack Brabham (Cooper-Climax)                                       | Olivier Gendebien (Cooper-Climax)                                  | Bruce McLaren (Cooper-Climax)                                      | Jack Brabham (Cooper-Climax)                                       | Jack Brabham (Cooper-Climax)                                             |
| 47                                                                 | 1961                                                               | Reims-Gueux                                                        | F1                                                                 | Giancarlo Baghetti (Ferrari)                                       | Dan Gurney (Porsche)                                               | Jim Clark (Team Lotus-Climax)                                      | Phil Hill (Ferrari)                                                | Phil Hill (Ferrari)                                                      |
|                                                                    |                                                                    |                                                                    |                                                                    |                                                                    |                                                                    |                                                                    |                                                                    |                                                                          |
| 48                                                                 | 1962                                                               | Rouen-les-Essarts                                                  | F1                                                                 | Dan Gurney (Porsche)                                               | Tony Maggs (Cooper-Climax)                                         | Richie Ginther (B.R.M.)                                            | Jim Clark (Team Lotus-Climax)                                      | Graham Hill (B.R.M.)                                                     |
|                                                                    |                                                                    |                                                                    |                                                                    |                                                                    |                                                                    |                                                                    |                                                                    |                                                                          |
| 49                                                                 | 1963                                                               | Reims-Gueux                                                        | F1                                                                 | Jim Clark (Team Lotus-Climax)                                      | Tony Maggs (Cooper-Climax)                                         | Graham Hill (B.R.M.)                                               | Jim Clark (Team Lotus-Climax)                                      | Jim Clark (Team Lotus-Climax)                                            |
|                                                                    |                                                                    |                                                                    |                                                                    |                                                                    |                                                                    |                                                                    |                                                                    |                                                                          |
| 50                                                                 | 1964                                                               | Rouen-les-Essarts                                                  | F1                                                                 | Dan Gurney (Brabham-Climax)                                        | Graham Hill (B.R.M.)                                               | Jack Brabham (Brabham-Climax)                                      | Jim Clark (Team Lotus-Climax)                                      | Jack Brabham (Brabham-Climax)                                            |
|                                                                    |                                                                    |                                                                    |                                                                    |                                                                    |                                                                    |                                                                    |                                                                    |                                                                          |
| 51                                                                 | 1965                                                               | Charade                                                            | F1                                                                 | Jim Clark (Team Lotus-Climax)                                      | Jackie Stewart (B.R.M.)                                            | John Surtees (Ferrari)                                             | Jim Clark (Team Lotus-Climax)                                      | Jim Clark (Team Lotus-Climax)                                            |
|                                                                    |                                                                    |                                                                    |                                                                    |                                                                    |                                                                    |                                                                    |                                                                    |                                                                          |
| 52                                                                 | 1966                                                               | Reims-Gueux                                                        | F1                                                                 | Jack Brabham (Brabham-Repco)                                       | Mike Parkes (Ferrari)                                              | Denis Hulme (Brabham-Repco)                                        | Lorenzo Bandini (Ferrari)                                          | Lorenzo Bandini (Ferrari)                                                |
|                                                                    |                                                                    |                                                                    |                                                                    |                                                                    |                                                                    |                                                                    |                                                                    |                                                                          |
| 53                                                                 | 1967                                                               | Le Mans                                                            | F1                                                                 | Jack Brabham (Brabham-Repco)                                       | Denis Hulme (Brabham-Repco)                                        | Jackie Stewart (B.R.M.)                                            | Graham Hill (Team Lotus-Climax)                                    | Graham Hill (Team Lotus-Climax)                                          |
| Veranstaltungen mit dem offiziellen Titel „Grand Prix de France“   |                                                                    |                                                                    |                                                                    |                                                                    |                                                                    |                                                                    |                                                                    |                                                                          |
|                                                                    |                                                                    |                                                                    |                                                                    |                                                                    |                                                                    |                                                                    |                                                                    |                                                                          |
| 54                                                                 | 1968                                                               | Rouen-les-Essarts                                                  | F1                                                                 | Jacky Ickx (Ferrari)                                               | John Surtees (Honda)                                               | Jackie Stewart (Matra-Ford)                                        | Jochen Rindt (Brabham-Climax)                                      | Pedro Rodríguez (B.R.M.)                                                 |
|                                                                    |                                                                    |                                                                    |                                                                    |                                                                    |                                                                    |                                                                    |                                                                    |                                                                          |
| 55                                                                 | 1969                                                               | Charade                                                            | F1                                                                 | Jackie Stewart (Matra-Ford)                                        | Jean-Pierre Beltoise (Matra-Ford)                                  | Jacky Ickx (Brabham-Ford)                                          | Jackie Stewart (Matra-Ford)                                        | Jackie Stewart (Matra-Ford)                                              |
| 56                                                                 | 1970                                                               | Charade                                                            | F1                                                                 | Jochen Rindt (Lotus-Ford)                                          | Chris Amon (March-Ford)                                            | Jack Brabham (Brabham-Ford)                                        | Jacky Ickx (Ferrari)                                               | Jack Brabham (Brabham-Ford)                                              |
|                                                                    |                                                                    |                                                                    |                                                                    |                                                                    |                                                                    |                                                                    |                                                                    |                                                                          |
| 57                                                                 | 1971                                                               | Paul Ricard                                                        | F1                                                                 | Jackie Stewart (Tyrrell-Ford)                                      | François Cevert (Tyrrell-Ford)                                     | Emerson Fittipaldi (Lotus-Ford)                                    | Jackie Stewart (Tyrrell-Ford)                                      | Jackie Stewart (Tyrrell-Ford)                                            |
|                                                                    |                                                                    |                                                                    |                                                                    |                                                                    |                                                                    |                                                                    |                                                                    |                                                                          |
| 58                                                                 | 1972                                                               | Charade                                                            | F1                                                                 | Jackie Stewart (Tyrrell-Ford)                                      | Emerson Fittipaldi (Lotus-Ford)                                    | Chris Amon (Matra)                                                 | Chris Amon (Matra)                                                 | Chris Amon (Matra)                                                       |
|                                                                    |                                                                    |                                                                    |                                                                    |                                                                    |                                                                    |                                                                    |                                                                    |                                                                          |
| 59                                                                 | 1973                                                               | Paul Ricard                                                        | F1                                                                 | Ronnie Peterson (Lotus-Ford)                                       | François Cevert (Tyrrell-Ford)                                     | Carlos Reutemann (Brabham-Ford)                                    | Jackie Stewart (Tyrrell-Ford)                                      | Denis Hulme (McLaren-Ford)                                               |
|                                                                    |                                                                    |                                                                    |                                                                    |                                                                    |                                                                    |                                                                    |                                                                    |                                                                          |
| 60                                                                 | 1974                                                               | Dijon-Prenois                                                      | F1                                                                 | Ronnie Peterson (Lotus-Ford)                                       | Niki Lauda (Ferrari)                                               | Clay Regazzoni (Ferrari)                                           | Niki Lauda (Ferrari)                                               | Jody Scheckter (Tyrrell-Ford)                                            |
|                                                                    |                                                                    |                                                                    |                                                                    |                                                                    |                                                                    |                                                                    |                                                                    |                                                                          |
| 61                                                                 | 1975                                                               | Paul Ricard                                                        | F1                                                                 | Niki Lauda (Ferrari)                                               | James Hunt (Hesketh-Ford)                                          | Jochen Mass (McLaren-Ford)                                         | Niki Lauda (Ferrari)                                               | Jochen Mass (McLaren-Ford)                                               |
| 62                                                                 | 1976                                                               | Paul Ricard                                                        | F1                                                                 | James Hunt (McLaren-Ford)                                          | Patrick Depailler (Tyrrell-Ford)                                   | John Watson (Penske-Ford)                                          | James Hunt (McLaren-Ford)                                          | Niki Lauda (Ferrari)                                                     |
|                                                                    |                                                                    |                                                                    |                                                                    |                                                                    |                                                                    |                                                                    |                                                                    |                                                                          |
| 63                                                                 | 1977                                                               | Dijon-Prenois                                                      | F1                                                                 | Mario Andretti (Lotus-Ford)                                        | John Watson (Brabham-Alfa Romeo)                                   | James Hunt (McLaren-Ford)                                          | Mario Andretti (Lotus-Ford)                                        | Mario Andretti (Lotus-Ford)                                              |
|                                                                    |                                                                    |                                                                    |                                                                    |                                                                    |                                                                    |                                                                    |                                                                    |                                                                          |
| 64                                                                 | 1978                                                               | Paul Ricard                                                        | F1                                                                 | Mario Andretti (Lotus-Ford)                                        | Ronnie Peterson (Lotus-Ford)                                       | James Hunt (McLaren-Ford)                                          | John Watson (Brabham-Alfa Romeo)                                   | Carlos Reutemann (Ferrari)                                               |
|                                                                    |                                                                    |                                                                    |                                                                    |                                                                    |                                                                    |                                                                    |                                                                    |                                                                          |
| 65                                                                 | 1979                                                               | Dijon-Prenois                                                      | F1                                                                 | Jean-Pierre Jabouille (Renault)                                    | Gilles Villeneuve (Ferrari)                                        | René Arnoux (Renault)                                              | Jean-Pierre Jabouille (Renault)                                    | René Arnoux (Renault)                                                    |
|                                                                    |                                                                    |                                                                    |                                                                    |                                                                    |                                                                    |                                                                    |                                                                    |                                                                          |
| 66                                                                 | 1980                                                               | Paul Ricard                                                        | F1                                                                 | Alan Jones (Williams)                                              | Didier Pironi (Ligier-Ford)                                        | Jacques Laffite (Ligier-Ford)                                      | Jacques Laffite (Ligier-Ford)                                      | Alan Jones (Williams)                                                    |
|                                                                    |                                                                    |                                                                    |                                                                    |                                                                    |                                                                    |                                                                    |                                                                    |                                                                          |
| 67                                                                 | 1981                                                               | Dijon-Prenois                                                      | F1                                                                 | Alain Prost (Renault)                                              | John Watson (McLaren-Ford)                                         | Nelson Piquet (Brabham-Ford)                                       | René Arnoux (Renault)                                              | Alain Prost (Renault)                                                    |
|                                                                    |                                                                    |                                                                    |                                                                    |                                                                    |                                                                    |                                                                    |                                                                    |                                                                          |
| 68                                                                 | 1982                                                               | Paul Ricard                                                        | F1                                                                 | René Arnoux (Renault)                                              | Alain Prost (Renault)                                              | Didier Pironi (Ferrari)                                            | René Arnoux (Renault)                                              | Riccardo Patrese (Brabham-Ford)                                          |
| 69                                                                 | 1983                                                               | Paul Ricard                                                        | F1                                                                 | Alain Prost (Renault)                                              | Nelson Piquet (Brabham-BMW)                                        | Eddie Cheever (Renault)                                            | Alain Prost (Renault)                                              | Alain Prost (Renault)                                                    |
|                                                                    |                                                                    |                                                                    |                                                                    |                                                                    |                                                                    |                                                                    |                                                                    |                                                                          |
| 70                                                                 | 1984                                                               | Dijon-Prenois                                                      | F1                                                                 | Niki Lauda (McLaren-TAG Porsche)                                   | Patrick Tambay (Renault)                                           | Nigel Mansell (Lotus-Renault)                                      | Patrick Tambay (Renault)                                           | Alain Prost (McLaren-TAG Porsche)                                        |
|                                                                    |                                                                    |                                                                    |                                                                    |                                                                    |                                                                    |                                                                    |                                                                    |                                                                          |
| 71                                                                 | 1985                                                               | Paul Ricard                                                        | F1                                                                 | Nelson Piquet (Brabham-BMW)                                        | Keke Rosberg (Williams-Honda)                                      | Alain Prost (McLaren-TAG Porsche)                                  | Keke Rosberg (Williams-Honda)                                      | Keke Rosberg (Williams-Honda)                                            |
| 72                                                                 | 1986                                                               | Paul Ricard                                                        | F1                                                                 | Nigel Mansell (Williams-Honda)                                     | Alain Prost (McLaren-TAG Porsche)                                  | Nelson Piquet (Williams-Honda)                                     | Ayrton Senna (Lotus-Renault)                                       | Nigel Mansell (Williams-Honda)                                           |
| 73                                                                 | 1987                                                               | Paul Ricard                                                        | F1                                                                 | Nigel Mansell (Williams-Honda)                                     | Nelson Piquet (Williams-Honda)                                     | Alain Prost (McLaren-TAG Porsche)                                  | Nigel Mansell (Williams-Honda)                                     | Nelson Piquet (Williams-Honda)                                           |
| 74                                                                 | 1988                                                               | Paul Ricard                                                        | F1                                                                 | Alain Prost (McLaren-Honda)                                        | Ayrton Senna (McLaren-Honda)                                       | Michele Alboreto (Ferrari)                                         | Alain Prost (McLaren-Honda)                                        | Alain Prost (McLaren-Honda)                                              |
| 75                                                                 | 1989                                                               | Paul Ricard                                                        | F1                                                                 | Alain Prost (McLaren-Honda)                                        | Nigel Mansell (Ferrari)                                            | Riccardo Patrese (Williams-Renault)                                | Alain Prost (McLaren-Honda)                                        | Maurício Gugelmin (March-Judd)                                           |
| 76                                                                 | 1990                                                               | Paul Ricard                                                        | F1                                                                 | Alain Prost (Ferrari)                                              | Ivan Capelli (Leyton House-Judd)                                   | Ayrton Senna (McLaren-Honda)                                       | Nigel Mansell (Ferrari)                                            | Nigel Mansell (Ferrari)                                                  |
|                                                                    |                                                                    |                                                                    |                                                                    |                                                                    |                                                                    |                                                                    |                                                                    |                                                                          |
| 77                                                                 | 1991                                                               | Magny-Cours                                                        | F1                                                                 | Nigel Mansell (Williams-Renault)                                   | Alain Prost (Ferrari)                                              | Ayrton Senna (McLaren-Honda)                                       | Riccardo Patrese (Williams-Renault)                                | Nigel Mansell (Williams-Renault)                                         |
| 78                                                                 | 1992                                                               | Magny-Cours                                                        | F1                                                                 | Nigel Mansell (Williams-Renault)                                   | Riccardo Patrese (Williams-Renault)                                | Martin Brundle (Benetton-Ford)                                     | Nigel Mansell (Williams-Renault)                                   | Nigel Mansell (Williams-Renault)                                         |
| 79                                                                 | 1993                                                               | Magny-Cours                                                        | F1                                                                 | Alain Prost (Williams-Renault)                                     | Damon Hill (Williams-Renault)                                      | Michael Schumacher (Benetton-Ford)                                 | Damon Hill (Williams-Renault)                                      | Michael Schumacher (Benetton-Ford)                                       |
| 80                                                                 | 1994                                                               | Magny-Cours                                                        | F1                                                                 | Michael Schumacher (Benetton-Ford)                                 | Damon Hill (Williams-Renault)                                      | Gerhard Berger (Ferrari)                                           | Damon Hill (Williams-Renault)                                      | Damon Hill (Williams-Renault)                                            |
| 81                                                                 | 1995                                                               | Magny-Cours                                                        | F1                                                                 | Michael Schumacher (Benetton-Renault)                              | Damon Hill (Williams-Renault)                                      | David Coulthard (Williams-Renault)                                 | Damon Hill (Williams-Renault)                                      | Michael Schumacher (Benetton-Renault)                                    |
| 82                                                                 | 1996                                                               | Magny-Cours                                                        | F1                                                                 | Damon Hill (Williams-Renault)                                      | Jacques Villeneuve (Williams-Renault)                              | Jean Alesi (Benetton-Renault)                                      | Michael Schumacher (Ferrari)                                       | Jacques Villeneuve (Williams-Renault)                                    |
| 83                                                                 | 1997                                                               | Magny-Cours                                                        | F1                                                                 | Michael Schumacher (Ferrari)                                       | Heinz-Harald Frentzen (Williams-Renault)                           | Eddie Irvine (Ferrari)                                             | Michael Schumacher (Ferrari)                                       | Michael Schumacher (Ferrari)                                             |
| 84                                                                 | 1998                                                               | Magny-Cours                                                        | F1                                                                 | Michael Schumacher (Ferrari)                                       | Eddie Irvine (Ferrari)                                             | Mika Häkkinen (McLaren-Mercedes)                                   | Mika Häkkinen (McLaren-Mercedes)                                   | David Coulthard (McLaren-Mercedes)                                       |
| 85                                                                 | 1999                                                               | Magny-Cours                                                        | F1                                                                 | Heinz-Harald Frentzen (Jordan-Mugen Honda)                         | Mika Häkkinen (McLaren-Mercedes)                                   | Rubens Barrichello (Stewart-Ford)                                  | Rubens Barrichello (Stewart-Ford)                                  | David Coulthard (McLaren-Mercedes)                                       |
| 86                                                                 | 2000                                                               | Magny-Cours                                                        | F1                                                                 | David Coulthard (McLaren-Mercedes)                                 | Mika Häkkinen (McLaren-Mercedes)                                   | Rubens Barrichello (Ferrari)                                       | Michael Schumacher (Ferrari)                                       | David Coulthard (Ferrari)                                                |
| 87                                                                 | 2001                                                               | Magny-Cours                                                        | F1                                                                 | Michael Schumacher (Ferrari)                                       | Ralf Schumacher (Williams-BMW)                                     | Rubens Barrichello (Ferrari)                                       | Ralf Schumacher (Ferrari)                                          | David Coulthard (McLaren-Mercedes)                                       |
| 88                                                                 | 2002                                                               | Magny-Cours                                                        | F1                                                                 | Michael Schumacher (Ferrari)                                       | Kimi Räikkönen (McLaren-Mercedes)                                  | David Coulthard (McLaren-Mercedes)                                 | Juan Pablo Montoya (Williams-BMW)                                  | David Coulthard (McLaren-Mercedes)                                       |
| 89                                                                 | 2003                                                               | Magny-Cours                                                        | F1                                                                 | Ralf Schumacher (Williams-BMW)                                     | Juan Pablo Montoya (Williams-BMW)                                  | Michael Schumacher (Ferrari)                                       | Ralf Schumacher (Williams-BMW)                                     | Juan Pablo Montoya (Williams-BMW)                                        |
| 90                                                                 | 2004                                                               | Magny-Cours                                                        | F1                                                                 | Michael Schumacher (Ferrari)                                       | Fernando Alonso (Renault)                                          | Rubens Barrichello (Ferrari)                                       | Fernando Alonso (Renault)                                          | Michael Schumacher (Ferrari)                                             |
| 91                                                                 | 2005                                                               | Magny-Cours                                                        | F1                                                                 | Fernando Alonso (Renault)                                          | Kimi Räikkönen (McLaren-Mercedes)                                  | Michael Schumacher (Ferrari)                                       | Fernando Alonso (Renault)                                          | Kimi Räikkönen (McLaren-Mercedes)                                        |
| 92                                                                 | 2006                                                               | Magny-Cours                                                        | F1                                                                 | Michael Schumacher (Ferrari)                                       | Fernando Alonso (Renault)                                          | Felipe Massa (Ferrari)                                             | Michael Schumacher (Ferrari)                                       | Michael Schumacher (Ferrari)                                             |
| 93                                                                 | 2007                                                               | Magny-Cours                                                        | F1                                                                 | Kimi Räikkönen (Ferrari)                                           | Felipe Massa (Ferrari)                                             | Lewis Hamilton (McLaren-Mercedes)                                  | Felipe Massa (Ferrari)                                             | Felipe Massa (Ferrari)                                                   |
| 94                                                                 | 2008                                                               | Magny-Cours                                                        | F1                                                                 | Felipe Massa (Ferrari)                                             | Kimi Räikkönen (Ferrari)                                           | Jarno Trulli (Toyota)                                              | Kimi Räikkönen (Ferrari)                                           | Kimi Räikkönen (Ferrari)                                                 |
|                                                                    |                                                                    |                                                                    |                                                                    |                                                                    |                                                                    |                                                                    |                                                                    |                                                                          |
|                                                                    | 2009 bis 2017                                                      | kein Großer Preis von Frankreich                                   | kein Großer Preis von Frankreich                                   | kein Großer Preis von Frankreich                                   | kein Großer Preis von Frankreich                                   | kein Großer Preis von Frankreich                                   | kein Großer Preis von Frankreich                                   | kein Großer Preis von Frankreich                                         |
| 95                                                                 | 2018                                                               | Paul Ricard                                                        | F1                                                                 | Lewis Hamilton (Mercedes)                                          | Max Verstappen (Red Bull-TAG Heuer)                                | Kimi Räikkönen (Ferrari)                                           | Lewis Hamilton (Mercedes)                                          | Valtteri Bottas (Mercedes)                                               |
| 96                                                                 | 2019                                                               | Paul Ricard                                                        | F1                                                                 | Lewis Hamilton (Mercedes)                                          | Valtteri Bottas (Mercedes)                                         | Charles Leclerc (Ferrari)                                          | Lewis Hamilton (Mercedes)                                          | Sebastian Vettel (Ferrari)                                               |
|                                                                    | 2020                                                               | abgesagt aufgrund der COVID-19-Pandemie                            | abgesagt aufgrund der COVID-19-Pandemie                            | abgesagt aufgrund der COVID-19-Pandemie                            | abgesagt aufgrund der COVID-19-Pandemie                            | abgesagt aufgrund der COVID-19-Pandemie                            | abgesagt aufgrund der COVID-19-Pandemie                            | abgesagt aufgrund der COVID-19-Pandemie                                  |
| 97                                                                 | 2021                                                               | Paul Ricard                                                        | F1                                                                 | Max Verstappen (Red Bull-Honda)                                    | Lewis Hamilton (Mercedes)                                          | Sergio Pérez (Red Bull-Honda)                                      | Max Verstappen (Red Bull-Honda)                                    | Max Verstappen (Red Bull-Honda)                                          |
| 98                                                                 | 2022                                                               | Paul Ricard                                                        | F1                                                                 | Max Verstappen (Red Bull-RBPT)                                     | Lewis Hamilton (Mercedes)                                          | George Russell (Mercedes)                                          | Charles Leclerc (Ferrari)                                          | Carlos Sainz jr. (Ferrari)                                               |
|                                                                    | 2023                                                               | kein Großer Preis von Frankreich                                   | kein Großer Preis von Frankreich                                   | kein Großer Preis von Frankreich                                   | kein Großer Preis von Frankreich                                   | kein Großer Preis von Frankreich                                   | kein Großer Preis von Frankreich                                   | kein Großer Preis von Frankreich                                         |

| Legende   | Legende                                                                                              | Legende                                                     |
| Abkürzung | Klasse                                                                                               | Kommentar                                                   |
| --------- | --- | ----------------------------------------------------------- |
| F1        | Formel 1                                                                                             | Formel-1-Weltmeisterschaft ab 1950                          |
| F2        | Formel 2                                                                                             |                                                             |
| FL        | Formula libre                                                                                        | Fahrzeugklasse in der Regel vom Veranstalter ausgeschrieben |
| SW        | Sportwagen                                                                                           |                                                             |
| TW        | Tourenwagen                                                                                          |                                                             |
| GP        | Grand-Prix-Fahrzeuge                                                                                 |                                                             |
|           | ↓ Durchgehende graue Linien zeigen an, wann in der Geschichte auf einem neuen Kurs gefahren wurde. ↓ |                                                             |
|           | |                                                             |
|           | Einträge mit hellrotem Hintergrund waren keine Läufe zur Automobil- bzw. Formel-1-Weltmeisterschaft. |                                                             |
|           | Einträge mit gelbem Hintergrund waren Läufe zur Europameisterschaft.                                 |                                                             |

1. 1 2 3 4 5 6 7 8  Das erste als Grand Prix de l’ACF organisierte Rennen fand 1906 statt. In den 1920er Jahren wurden jedoch rückwirkend auch den „großen“ Stadt-zu-Stadt-Rennen der Frühzeit zwischen 1895 und 1903 dieser Titel verliehen (siehe formula1results.co.za, abgerufen am 28. Mai 2015), obwohl das Gründungsdatum des ACF sogar erst nach dem Rennen Paris–Bordeaux–Paris 1895 liegt. Durch diese Zählweise wurde die Veranstaltung von 1906 zum offiziell neunten Grand Prix de l’A.C.F. und später damit auch zum neunten Grand Prix de la France. Der 1950er Grand Prix startete offiziell mit der 37. Auflage, ab diesem Jahr sind die Auflagennummern belegt. Diese Nummerierung wurde auch nach der 1968er Umbenennung des Grand Prix de l’ACF zum Grand Prix de France durchgängig weiter fortgeführt.
2. ↑  Schnellste im Ziel waren der Panhard von Émile Levassor und der Peugeot von Louis Rigoulot. Sie wurden jedoch nicht gewertet, weil es keine viersitzigen Wagen waren wie in der Ausschreibung gefordert (siehe teamdan.com (Memento vom 24. September 2015 im Internet Archive), abgerufen am 28. Mai 2015)
3. 1 2 3  Der Automobile Club de l’Ouest veranstaltete 1911, 1912 und 1913 unter dem Titel Grand Prix de France drei Rennen in Le Mans (Quelle: Paul Sheldon: A Record of Grand Prix and Voiturette Racing. Band 1 1900–1925; ebenso formula1results.co.za, formula1results.co.za und formula1results.co.za, jeweils abgerufen am 28. Mai 2015). Diese Veranstaltungen hatten aber nicht denselben Stellenwert wie die Grands Prix de l’ACF und werden bis heute nicht vom Automobile Club de France, dessen Veranstaltungen bis 1967 den Titel Grand Prix de l’A.C.F. trugen, gezählt.
4. ↑  Der Große Preis von Frankreich 1924 hatte auch den AIACR-Ehrentitel Großer Preis von Europa.